# Nils Forsberg
Pour les articles homonymes, voir Forsberg.
Nils Forsberg (17 décembre 1842 – Helsingborg, 8 novembre 1934) est un peintre suédois, spécialisé dans l'histoire et des scènes de genre, qui vécut une trentaine d'années à Paris.

## Parcours

### Biographie
Nils Forsberg est né à Riseberga, province de Scanie, le 17 décembre 1842, dans une famille modeste : il est le fils d'Ola Forsberg et de Kristina Persdotter.
Il étudie l'art à Göteborg puis à la Slöjdskolan — aujourd'hui la Konstfack — de Stockholm.
En 1867, il part pour Paris, où il demeure jusqu'en 1902.
Durant ce long séjour, il se lie d'amitié avec deux autres artistes scandinaves : Nils Barck, céramiste, et Gustaf Cederström, peintre d'histoire. Il est surtout un témoin actif du siège de Paris et des événements de la Commune : il exécute de nombreux dessins, des esquisses ; l'artiste est très marqué par ces mois terribles. Enrôlé durant la guerre franco-prussienne, il fut infirmier.
Il fréquente l'atelier de Léon Bonnat et, afin de gagner sa vie, il se fait photographe et produit des copies de toiles célèbres. Son premier succès d'estime fut pour sa toile La Famille d'acrobate et le directeur du cirque (Akrobatfamilj inför cirkusdirektören, 1878), aujourd'hui au musée de Göteborg : Forsberg composa cette toile quand fut votée la loi pour limiter le travail des enfants.
En 1888, il remporte la médaille d'or au Salon pour une grande toile La Mort du héros (En hjältes död), aujourd'hui conservée au Nationalmuseum de Stockholm : l'œuvre s'inspire de la guerre franco-prussienne et se voulait contre la guerre mais, à Paris, elle fut perçue comme patriotique. Lors de l'exposition universelle de 1889 le même tableau lui rapporte une médaille de seconde classe, cette récompense d'un rang inférieur à la précédente provoque une vive polémique dans la presse suédoise. Cette année-là, le peintre finlandais Akseli Gallen-Kallela compose son portrait. Il fait aussi la connaissance du jeune artiste suédois Jonas Åkesson, futur portraitiste renommé de son pays.
Durant l'exposition universelle de 1900, il expose sa plus grande composition historique, Le roi Gustaf Adolf avant la bataille de Lutzen (Gustaf Adolf före slaget vid Lützen, musée de Göteborg).
Il revient en Suède à partir de 1903 et se consacre principalement au portrait ; en 1911, il exécute un retable pour l'église de Kattarp.
Le 14 mars 1929, âgé de 86 ans, il reçoit une pension de l'État d'un montant de 4 000 couronnes. Cette même année il publie son autobiographie Mitt liv (Ma vie).
Quelques toiles de Forsberg sont conservées en France : deux portraits se trouvent au musée de Vendôme et trois huiles au musée d'art moderne et contemporain de Strasbourg. Le musée d'Orsay conserve un buste en bronze représentant Nils Forsberg, exécuté par le sculpteur suédois Erik Lindberg.
Il a un fils, Nils Forsberg junior (1870-1961), qui fut aussi peintre et qui est né à Paris.

### Choix d'œuvres

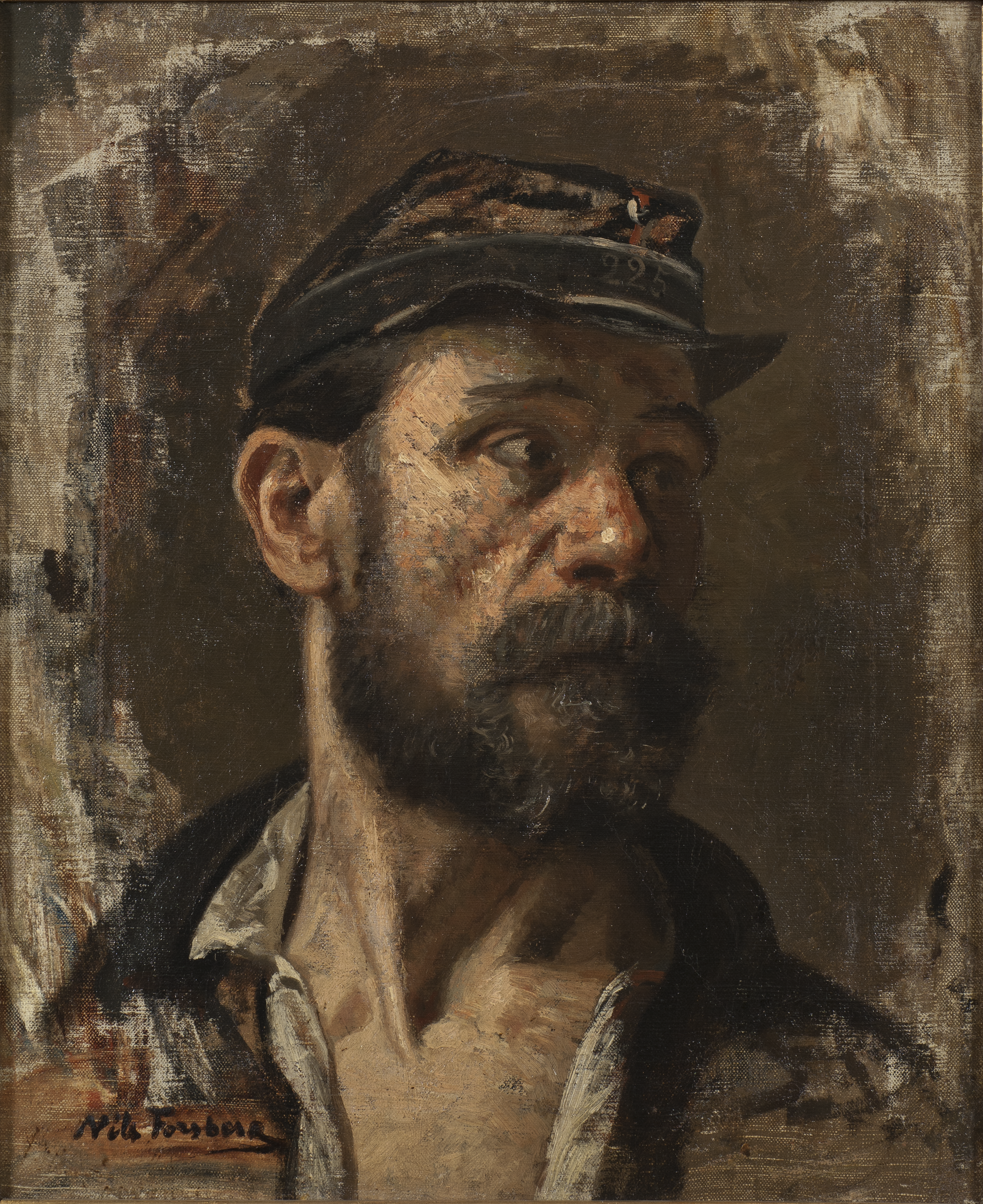
Un communard (1871), Nationalmuseum (Stockholm)
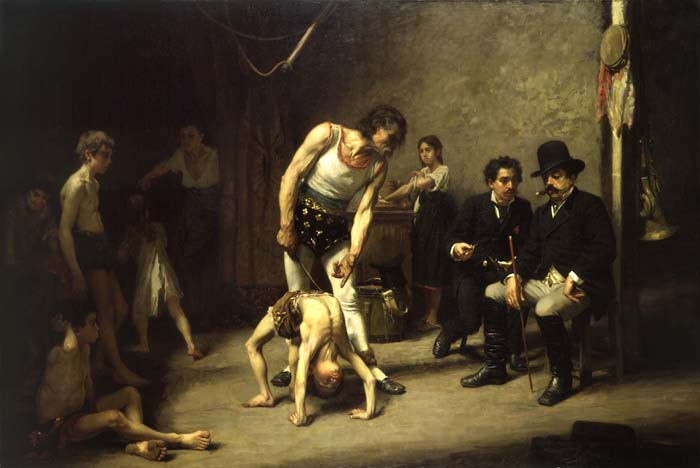
La Famille d'acrobate et le directeur du cirque (1878)
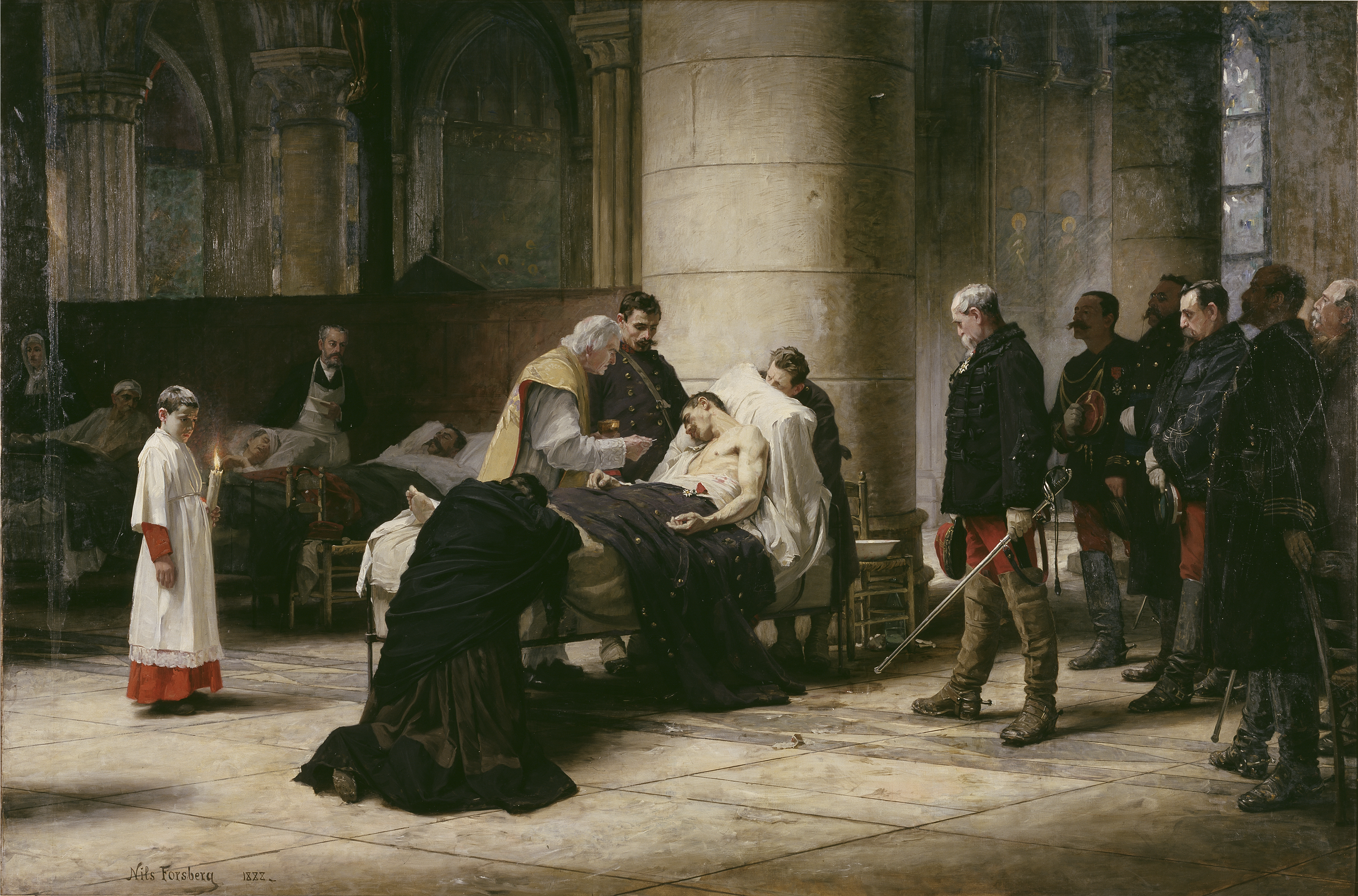
La Mort du héros (1888)
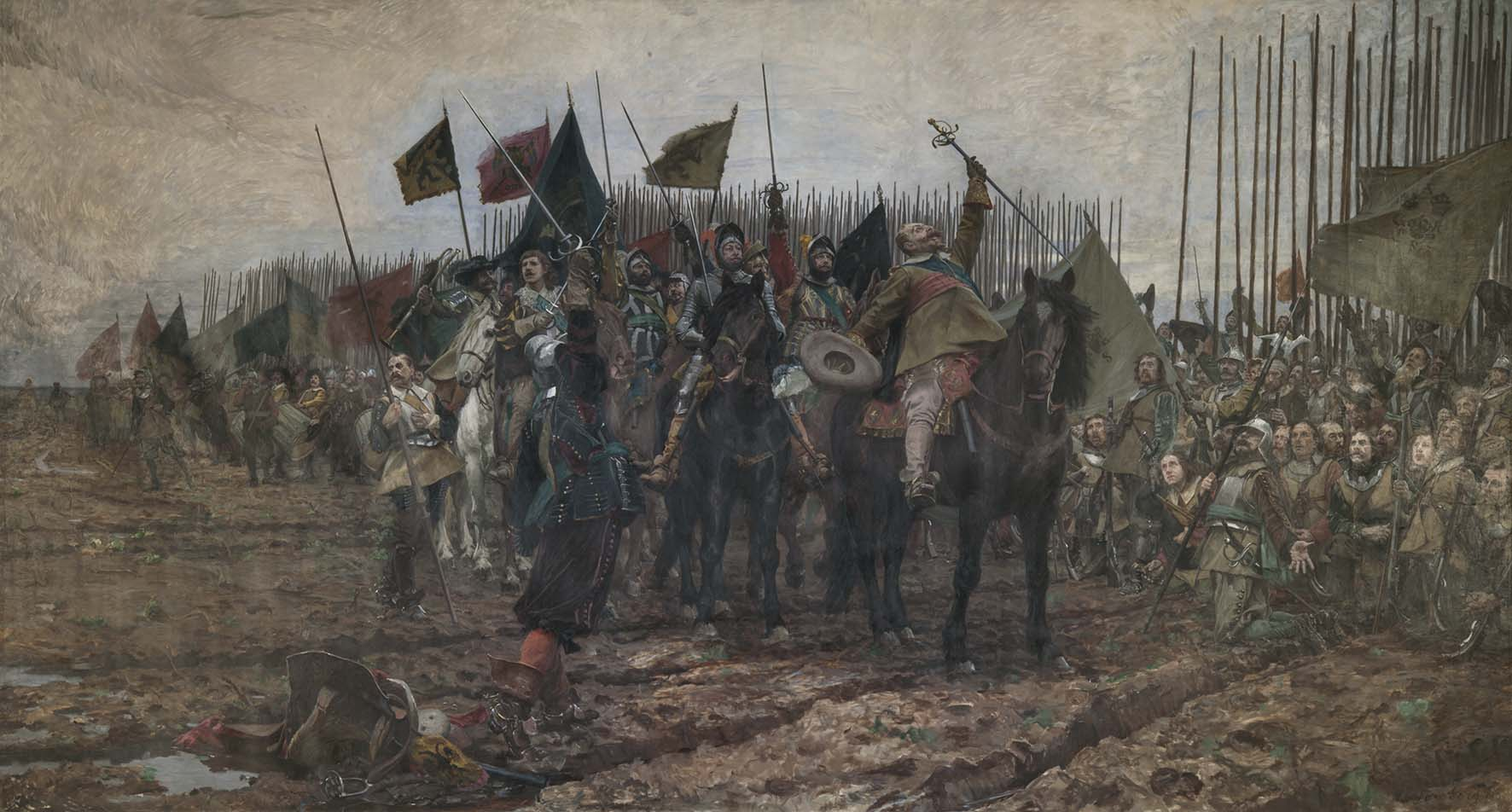
Le roi Gustaf Adolf avant la bataille de Lutzen (1900)